# Lipnica (Loznica)
Lipnica (Servisch cyrillisch Липница) is een plaats in de Servische gemeente Loznica. De plaats telt 974 inwoners (2002).